# まんまる団地
『まんまる団地』（まんまるだんち）は、オダシゲ（オダ・シゲ）による4コマ漫画作品。『しんぶん赤旗』にて1975年より連載中である。
2014年5月12日、第43回日本漫画家協会賞特別賞を受賞。

## 概要
1975年2月27日に連載開始。2003年10月2日に連載1万回を迎えた。労働者やその家族の日常を描くいわばホームコメディ。こども、現役世代、退職世代の悲喜交々をソフトに描く。普段は現実の出来事と距離を置いているが、稀に風刺やスマートフォン、自転車通勤など流行にまつわるエピソードも登場し、5月1日にはメーデー集会を舞台に展開されることが通例となっている。変わったところでは赤旗まつりで実際にサイン会を行った作者らしきキャラクターが登場したり、2014年の同まつりで実際に歌唱された八代亜紀の『舟唄』に絡むエピソードがある。
作者の義姉の家族が漫画のモデルとなっている。近年は課長とその妻、「シルバーパトロール（SP）隊」が登場するエピソードが多い。一話完結であるが登場キャラクターはほぼ固定されており、登場する3つの舞台は不定期に交代する。世界観は共通している。
1. 若い労働者一家とそこの子どものエピソード
2. 中年労働者夫婦のエピソード
3. 現役引退した高齢者のエピソード
  - 集合住宅団地に住む推定60歳代の現役引退組が「シルバーパトロール（SP）隊」なる組織で活動するも色々うまくいかない。SP隊の実体は徐々に判明して行き、後に自治会活動であることが判明する。

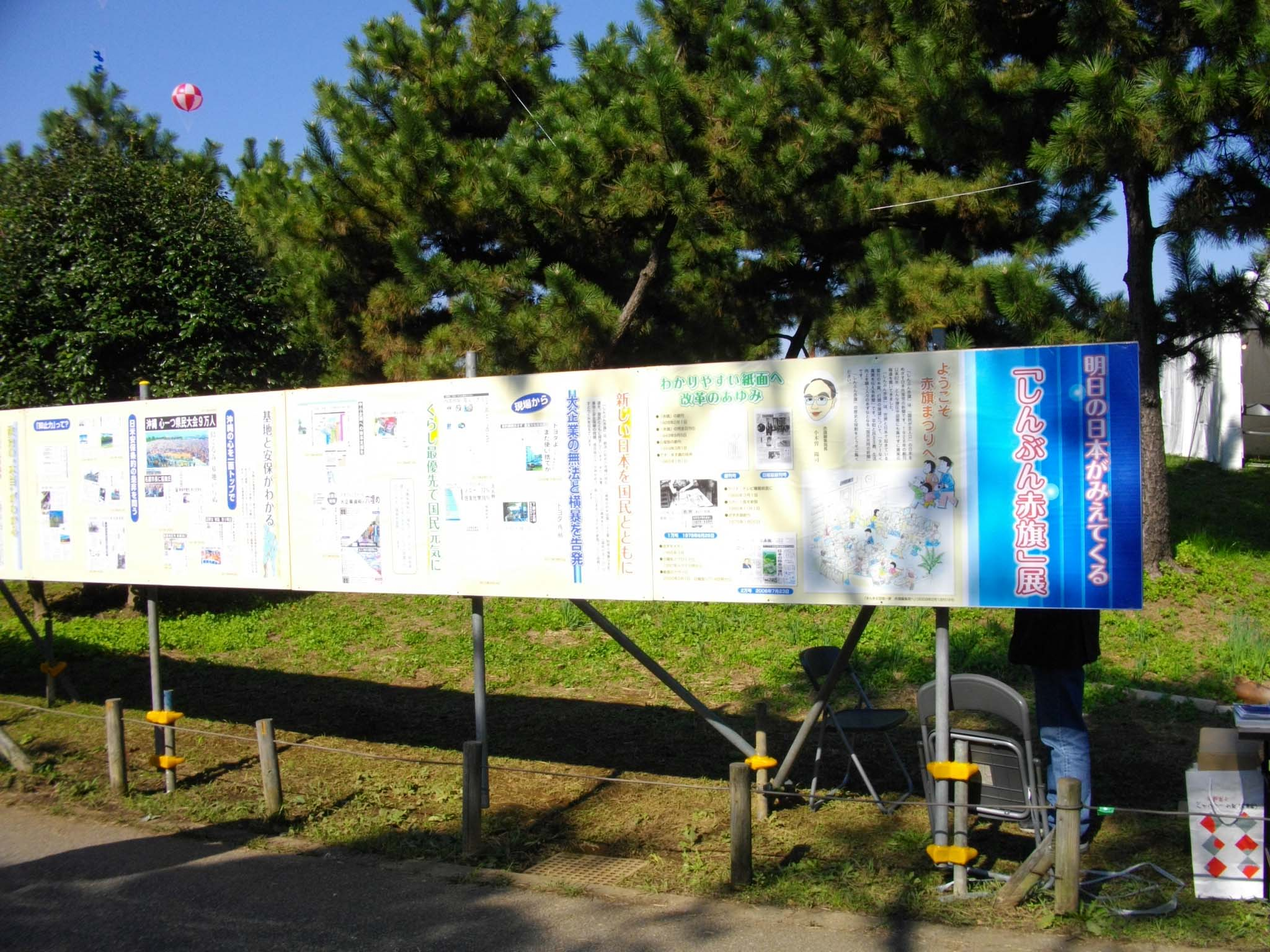
しんぶん赤旗展に登場した本作のキャラクター（第40回赤旗まつり、2010年11月6日）

## 連載記録
2024年12月3日時点で『まんまる団地』は17423話を記録している。
長らく朝日小学生新聞に1969年から2023年まで連載された『ジャンケンポン』（泉昭二）に次いで、話数の差は377話（これは1年と12日分である）前後を保ちながら、日本の新聞連載4コマ漫画の連載記録第2位にあった。しかし『ジャンケンポン』が2022年1月29日より作者病気により連載が中断し、その後2023年3月31日をもって16,362話で終了したことから、『まんまる団地』がその話数を抜き、連載記録第1位となった。なお、『ジャンケンポン』は2017年3月20日にギネス世界記録に「一つの4コマ漫画として最も多く発行された回数」として認定されており、これをもってすれば2024年現在は『まんまる団地』がその記録を破っていると見做され得る。（2024年12月3日現在、ギネス世界記録からの正式な発表はない）
この間、2014年1月29日の連載13616回で、ほぼ全年齢層向け単一タイトルの4コマ漫画の最長記録だった毎日新聞『まっぴら君』（加藤芳郎）を抜いた。また2019年4月の連載15452回で、タイトルに変遷のあった東京新聞『ほのぼの君（ちびっこ紳士）』（佃公彦）の合計連載回数を抜いた。（ただし先に上述の『ジャンケンポン』が2018年3月26日に15452回を達成している）

## 登場人物
上記1のエピソード。全員に名前の設定はされていない。
主人公
工場の管理部門らしき部署に勤務している。
妻
専業主婦。
長男
小学生。アイスクリームと肉まんが好き。
長女
特に設定描写はないが、幼児。
同僚
主人公と同じ部署に勤務。眼鏡をかけており、明るめの髪色が特徴。既婚者。
課長
主人公の上司。
課長の妻
専業主婦。

## 書籍
- 『とっておきまんまる団地』（新日本出版社）ISBN 978-4406058162
- 『まんまる団地』第1集 - 第10集（一声社）

## 作品グッズ
- 第40回赤旗まつり記念マイボトル（2010年）[2] - 図柄に本作キャラクターを採用
ニコニコ超会議2（2013年）日本共産党ブースなどでも販売され、通信販売にも対応した。一個は春香クリスティーンが所有[3]している。
- 第41回赤旗まつり記念品（2014年）[4] - 下記の商品は図柄に本作キャラクターを採用
  - 記念手ぬぐい 2色
  - エコバッグ 7色